# Bruno von Mudra

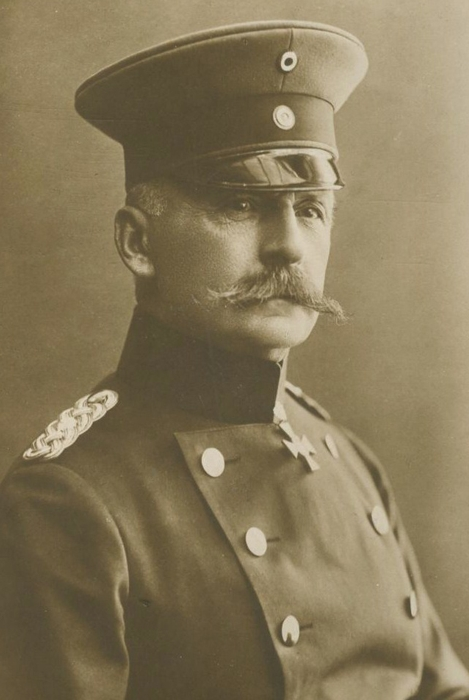
General
Bruno von Mudra

Karl Bruno Julius von Mudra (Muskau, 1 de Abril de 1851 — Schwerin, 21 de Novembro de 1931) foi um general-de-infantaria prussiano.
Mudra ingressou no exército prussiano em 1870; foi inspetor da Fortaleza de Mainz, governador de Metz e chefe do Corpo de Engenheiros. Participou na frente francesa de batalha na Primeira Guerra Mundial e comandou o 1º exército na Segunda Batalha do Marne, ao lado de Karl von Einem‎, comandante do 3º exército.

## Honrarias
- Pour le Mérite